# Gilgamesh (manga)
Pour les articles homonymes, voir Gilgamesh.
Gilgamesh (ギルガメッシュ, Girugamesshu) est un shōnen manga de Shōtarō Ishinomori, prépublié dans le Weekly Shōnen King de 1976 à 1978 et publié en 6 volumes reliés par Shōnen Gahōsha.
Le manga est adapté en une série télévisée d'animation de 26 épisodes produite par Group TAC et diffusée sur Kansai TV entre octobre 2003 et mars 2004.
Le nom de Gilgamesh est emprunté au héros de l'Épopée de Gilgamesh, célèbre légende babylonienne.

## Scénario
Dans un futur proche, un attentat appelé Twin X (il est survenu un 10 octobre, c'est-à-dire le 10/10 ou en chiffres romains X/X, d'où la dénomination des "X jumeaux") a bouleversé le champ magnétique terrestre, rendant tout appareil électronique inutilisable, et changeant le bleu du ciel en un miroitement permanent. C'est également après cet attentat que sont apparus des enfants dotés de pouvoirs télékinésiques appelés "Dynamis".
L'histoire débute lorsque Tatsuya Madoka et sa grande sœur Kiyoko fuient les créanciers qui cherchent à leur faire rembourser les dettes que leur a laissées leur mère, et s'abritent de la pluie dans une grande maison qui semble abandonnée. C'est là qu'ils rencontrent trois membres d'une mystérieuse organisation nommée Gilgamesh. Ceux-ci révèlent leur nature lors d'un combat contre trois jeunes gens -Tōru, Fūko et Isamu- utilisant comme eux les Dynamis, et au cours duquel on assiste à leur transformation en des créatures monstrueuses.
On apprend ensuite que Gilgamesh est au service du Dr Madoka alias Enkidu, le scientifique responsable de Twin X et le père de Tatsuya et Kiyoko, tandis que les trois adolescents, Tōru, Fūko et Isamu, combattent pour une certaine comtesse Werdenberg (de son vrai nom Hiroko Kageyama). Dès lors Gilgamesh et la Comtesse se disputent la présence des enfants Madoka dans leurs rangs, et finalement c'est la Comtesse qui les "achète" en payant leurs dettes. Elle les accueille chez elle à l'hôtel Providence, en compagnie de ses trois "combattants" et enfants adoptifs.
Tatsuya découvre qu'il peut lui aussi utiliser les Dynamis et s'entraîne aux côtés de Fūko, Isamu et Tōru pour combattre les Gilgamesh.

## Personnages
- Kiyoko Madoka: Née peu avant Twin X, elle ne possède aucun pouvoir. Elle est douée de l'oreille absolue et joue très bien du piano, qu'elle a appris avec son père. Elle porte par ailleurs autour du cou un diapason trouvé lors du premier épisode, et qui constitue un symbole récurrent dans l'anime. Après sa première tentative de fuite de l'hôtel Providence, elle doit travailler pour racheter sa liberté, et après la fermeture du magasin de musique dans lequel elle accordait des pianos, elle finit par travailler dans un bar à hôtesses. Elle recueille dans son appartement un des Gilgamesh blessé lors d'un combat contre les Blattarias, et en tombe vraisemblablement amoureuse. On apprend ensuite qu'elle est enceinte d'un enfant doué de Dynamis.

- Tatsuya Madoka: S'il est présenté au début comme le fils du Dr Terumichi Madoka, il présente un ressemblance frappante avec ce dernier et on découvre plus tard qu'il est en fait son clone. Il maîtrise les Dynamis et est impliqué dans plusieurs combats contre les Gilgamesh aux côtés de Tōru, Fūko et Isamu. Les sentiments incestueux qu'ils porte à sa sœur Kiyoko et la relation ambigüe qu'ils entretiennent sont évoqués plus ou moins explicitement tout au long de l'anime.

- Enkidu/Teromichi Madoka: Brillant scientifique et pianiste à ses heures, il est considéré comme un génie par ses collègues. Il travaille sur le projet Heaven's Gate en compagnie de scientifiques du monde entier, dont fait Hiroko Kageyama et les trois chercheurs à partir desquels ont été clonés Fūko, Tōru et Isamu. Il provoque l'attentat de Twin X et vole dix embryons issus des expérimentations, qui deviendront les Gilgamesh. À leur tête, il cherche à purifier la terre en exterminant l'humanité pour créer une nouvelle race humaine supérieure.

- Gilgamesh: Il ne s'agit pas d'un seul personnage mais d'un groupe de 4 femmes et 6 hommes, très jeunes, qui combattent au service du Dr Madoka désigné en tant que terroriste par le nom Enkidu. Ils sont constitués d'antimatière et proviennent d'embryons issus des expérimentations du Heaven's Gate. Reconnaissables à leurs uniformes, rouges pour les femmes et noirs pour les hommes, ils utilisent les Dynamis, et sont capables de se transformer en créatures monstrueuses d'une force surhumaine. L'un d'entre eux tombera amoureux de Kiyoko lorsqu'elle le recueillera chez elle, blessé. Il est vraisemblablement le père de l'enfant qu'elle porte.

- La Comtesse Werdenberg/Hiroko Kageyama: Autrefois scientifique travaillant pour le projet Heaven's Gate aux côtés du Dr Madoka, dont elle était amoureuse, elle a survécu à l'attentat. Ayant hérité de l'immense fortune de son époux le comte Werdenberg, décédé dans l'explosion, elle s'est installée à l'hôtel Providence et a entrepris de retrouver les enfants dotés de Dynamis, issus des recherches au Heaven's Gate, et de les adopter. Elle forme avec eux l'organisation nommé Orga, dont le but est de combattre Gilgamesh et leur maître Enkidu. Elle apparaît comme une femme autoritaire et peu loquace.

- Tōru, Isamu et Fūko: Enfants adoptifs de la comtesse Werdenberg, ils résident avec elle à l'hôtel Providence et combattent pour Orga en utilisant le Dynamis. On apprend au cours de l'histoire qu'ils sont en fait les clones de scientifiques ayant travaillé avec la comtesse et le Dr Madoka au Heaven's Gate.

- Yūki: Patron du site de recherche Heaven's Gate, ce vieillard devient après l'attentat Twin X le président de la Mitleid Corporation, qui poursuit le but d'éliminer les Gilgamesh et de rendre au ciel son aspect originel.

- Reiko: Vêtue d'un kimono traditionnel et aveugle, elle est présentée comme la fille de Yūki, à qui elle a donné ses yeux alors qu'avec l'âge il perdait la vue. Reiko maîtrise aussi le Dynamis, ce qui lui permet de "voir" malgré sa cécité. Elle s'avèrera être le clone de Yūki, et donc un garçon.

- Hayato Kazamatsuri: Fils du directeur de la Mitleid Corporation, Yūki, il a créé sa propre armée anti-Gilgamesh, constituée de clones revêtus d'armures rouges et de masques blancs connus sous le nom de Blattaria (les blattes), et développé - toujours dans le but de détruire Gilgamesh - des armes spécifiques, basées sur l'analyse de l'ADN de Tatsuya, qui est identique à celui d'Enkidu. C'est lui qui renseignera Tatsuya, Tōru, Fūko et Isamu sur leur origine. C'est un homme froid et cruel.

- Professeur Inuma: Scientifique impliquée dans le projet Heaven's Gate et ayant survécu à Twin X, tout comme Hiroko Kageyama, elle travaille pour la Mitleid Corporation.

## Série d'animation

### Épisodes
1. Les Préludes
2. Gräfin Werdenberg
3. Children of a Lesser God
4. Hotel Providence
5. Dynamis
6. Sheltering Sky
7. Dissonance
8. Adieu l'Hiver
9. In the Core Settlement
10. Saint Terrorism
11. Far From XX
12. Die Lustige Witwe
13. Pomegranate
14. October Project
15. La Blattaria
16. Nessun Dorma
17. Hammerklavier
18. Blue Zone
19. Orga-Superior
20. Tear
21. Delphys
22. Heaven's Gate
23. Sacrifice
24. Cleansing Flood
25. Conversation Piece
26. Gil Games Night

Source : Anime News Network

### Voix françaises
- Belaïd Boudellal : Tatsuya
- Marjolaine Poulain : Kiyoko
- Frédéric Popovic : Isamu Fujisaki
- Isabelle Volpe : Comtesse Verndenberg
- Pascale Chemin : Uno
- Agnès Manoury : Dr Enuma
- Fabien Jacquelin : Sex
- Francoise Escobar : Fûko Mimuro
- Jacques Albaret : Novem
- Jérôme Froissard : Octo
- Vincent De Bouard : Tooru Tsukioka
- Magid Bouali
- Olivier Angèle
- Renaud Heine

Direction de doublage : Jacques Albaret
Sources et légendes : Version française (VF)

### Musique
La bande originale de l'anime est composée par Kaoru Wada. Le générique de début est Crazy 4 U de Koda Kumi, celui de fin Wasuremono No Mori de Yuko Ando.
Certains extraits de musique classique apparaissent par ailleurs dans la BO, et particulièrement le Concerto pour piano no 5 de Beethoven, qui est la musique qu'écoute le Dr Madoka à Heaven's Gate dans le premier épisode, qui est jouée au piano par Kiyoko à l'hôtel Providence, et qui accompagne la bataille finale de l'épisode 26.